# Eixidiu

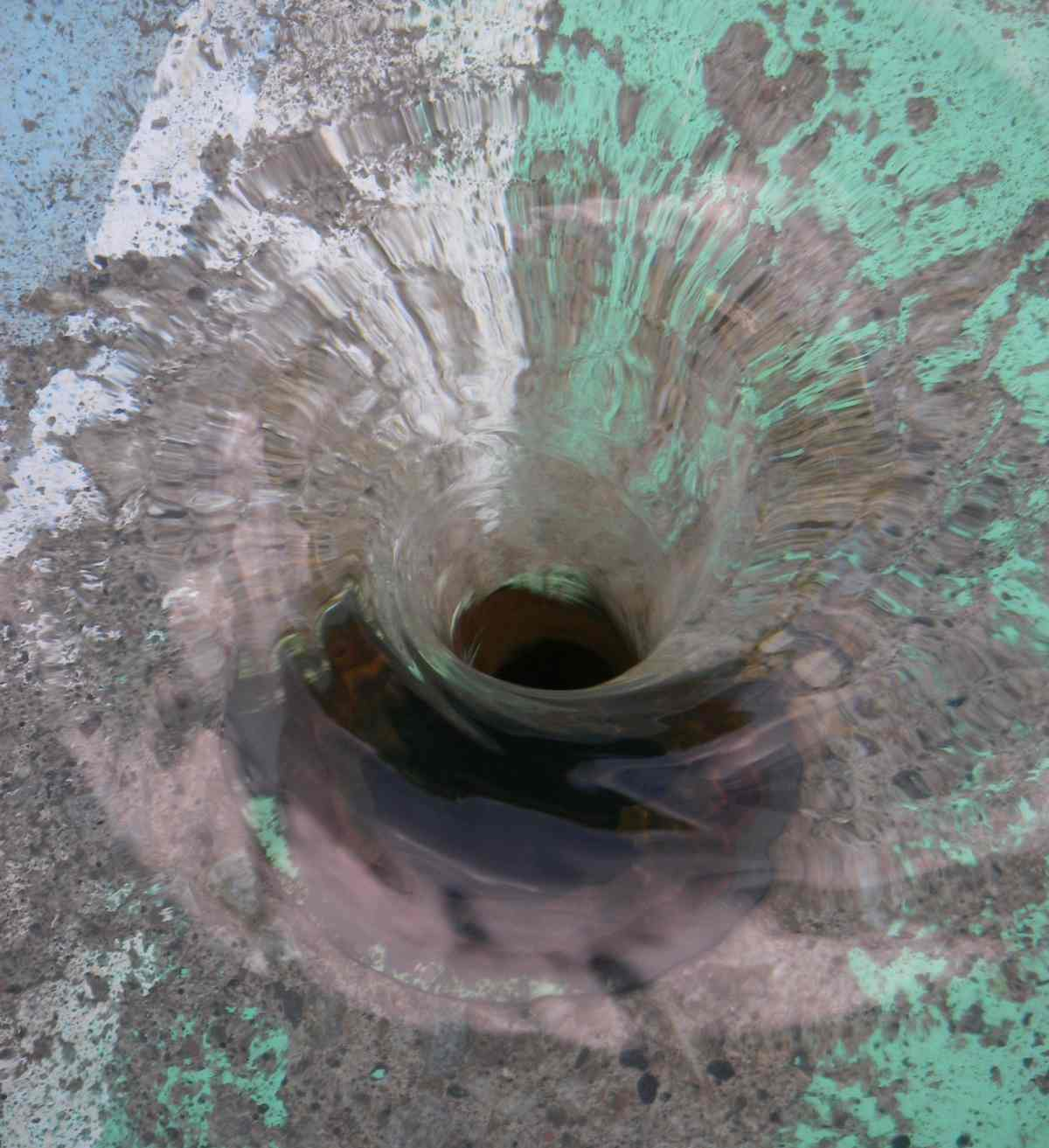
Vòrtex de desguàs d'una piscina vista des de dalt a la piscina de Grange Park

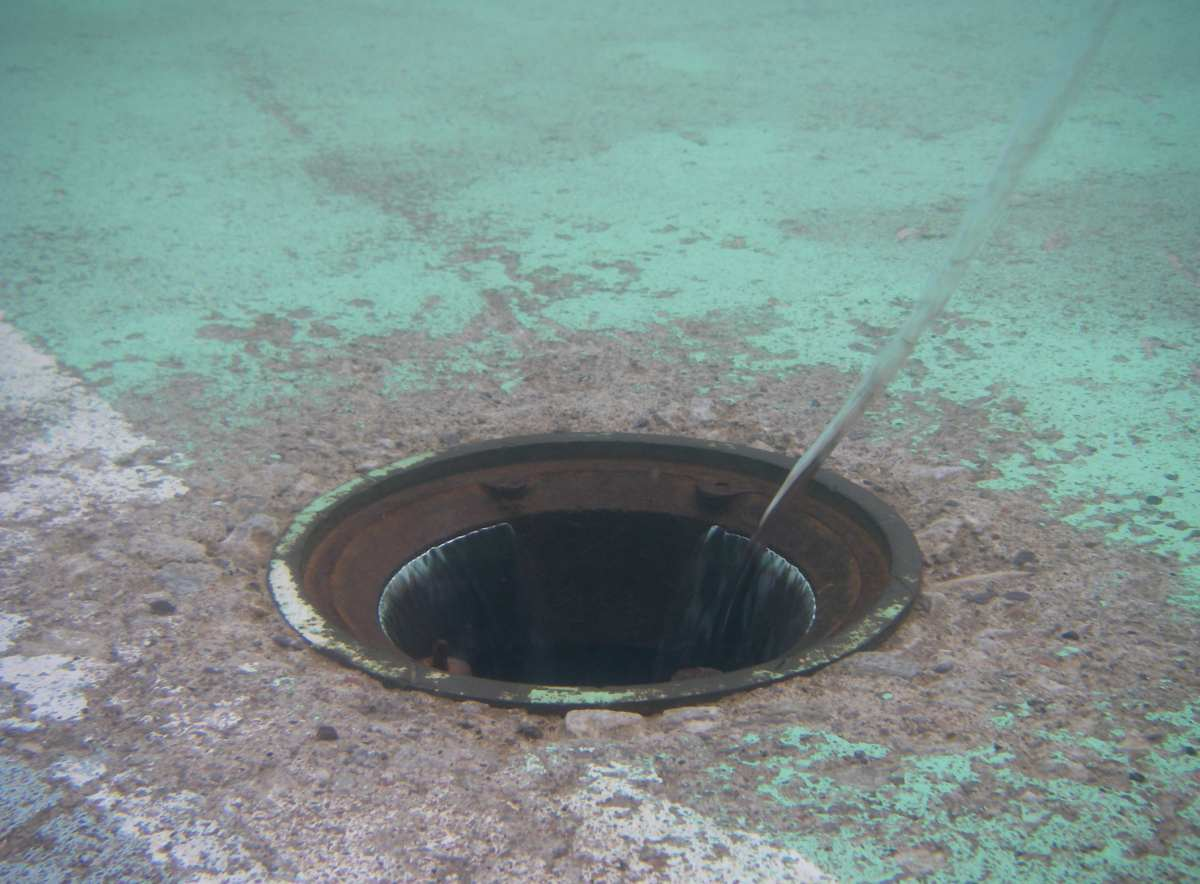
Vista submarina d'un eixidiu, mostrant el fenomen de formació del vòrtex

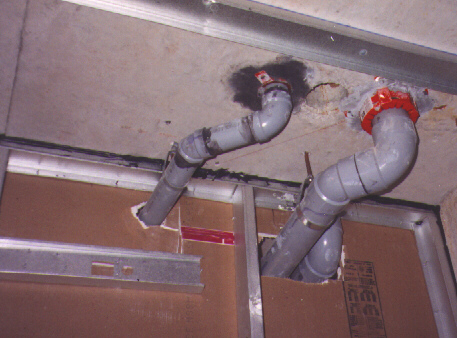
tubs provinents de desguassos

Un eixidiu o desguàs (de fontaneria), és el conducte primari per a l'aigua no desitjada o els residus líquids que es conduiran, ja sigui cap a una zona on seran reutilitzats (p.e. recollits a un dipòsit) o be cap a les clavegueres i conductes d'aigües pluvials on els residus es descarreguen per a ser alliberats o processats.

## Disseny, instal·lació i manteniment.[2]
La forma de l'eixidiu i els paràmetres d'instal·lació estan dissenyats per assegurar la funcionalitat de l'eixidiu per al seu propòsit, permetent que es generin variacions en el volum, la matèrial a ser transportat i els requeriments de manteniment. La instal·lació de eixidiu té en compte els principis relacionats amb la gravetat, el buit, i la seguretat de l'exposició humana a agents biològics i la resistència al mal funcionament, així com la facilitat de manteniment i reparació en cas d'embussament o bloqueig

## Seguretat

### Residus vs. séquies reciclades
En alguns sistemes, l'eixidiu s'empra per a la descàrrega de fluids residuals, com el cas d'un lavabo en el que l'aigua es drena quan ja no es necessita.
Al Regne Unit, els lampistes es refereixen a les aigües residuals com a "aigua dolenta". Això està sota la premissa que l'aigua que es mou d'una àrea a una altra passant per un desguàs no és necessària i es pot treure de la zona, com una "poma dolenta" que s'elimina d'un cistell de fruita.
En altres sistemes, com ara les piscines on el flux d'aigua es re-circula, l'eixidiu es connecta a l'entrada de la màquina de bombeig de re circulació.
En l'últim cas, hi ha una qüestió de seguretat òbvia, perquè moltes persones no esperen trobar més que el cap d'aigua per sobre del fang quan toqui una fuga. Per exemple, en un cas recent, un socorrista es va dirigir al fons d'un grup per recuperar alguna cosa i la seva mà es va aturar a causa de la pressió addicional de la bomba. Quan hi ha una bomba de recirculació, el risc d'aspiració consisteix en el cap d'aigua, a més de la succió de la bomba (fins a un màxim d'1 atmosfera).

#### Accidents
S'han produït accidents mortals causats per aquest "atrapament de succió". En aquestes situacions, una part del cos, el cabell o la roba poden quedar atrapats contra el desguàs i poden arribar a ser impossibles d'alliberar, resultant en ofegament . Els desguassos dissenyats adequadament a les piscines i balnearis mitiguen aquest efecte, ja sigui afegint desguassos múltiples o augmentant la superfície de l'obertura del desguàs, amb l'ús de molts forats o cobertes de seguretat. Com que la succió de desguàs augmenta ràpidament quan una part de l'obertura de desguàs es bloqueja, amb dos desguassos o una entrada de desguàs més gran permeten alternar els camins d'aspiració de la bomba.Dispositius de seguretat per a piscines estan disponibles per apagar automàticament una bomba de funcionament si es detecta un ràpid augment de la succió (com podria succeir durant un incident d'atrapament de succió).
El 1994, Cristin Fitzpatrick es va ofegar en una piscina de Variety Village quan els seus cabells es van enredar en un embut d'aigua.
Tot i que la por a l'eixidiu pot ser contraproduent, s'haurien d'ensenyar els nens a no tocar intencionadament o intentar bloquejar els components d'un sistema de re-circulació de piscines

### Desguassos múltiples
Com a qüestió de seguretat, hi ha d'haver múltiples desguassos en piscines i fonts públiques, per ajudar a reduir els perills del dipòsit de les canonades i el desbordament del flux. En alguns locals, els desguassos són legalment obligatoris en totes les piscines públiques, i això és cada cop més comú en les piscines residencials de nova construcció..
Com que els nens solen jugar en fonts públiques, l'ús de desguassos múltiples és una característica obligatòria de seguretat independentment que l'arquitecte o el planificador tinguin la intenció de que la font s'utilitzi com a funció de joc aquàtic. Això és per assegurar un risc mínim d'atrapament en la canonada, però els vàndals poden trencar-se en séquies durant el temps de la nit i treure les cobertes (normalment conegudes com a abocament de drenatge). Això pot fer que els desguassos siguin molt perillosos